# Franz Wohlmuth

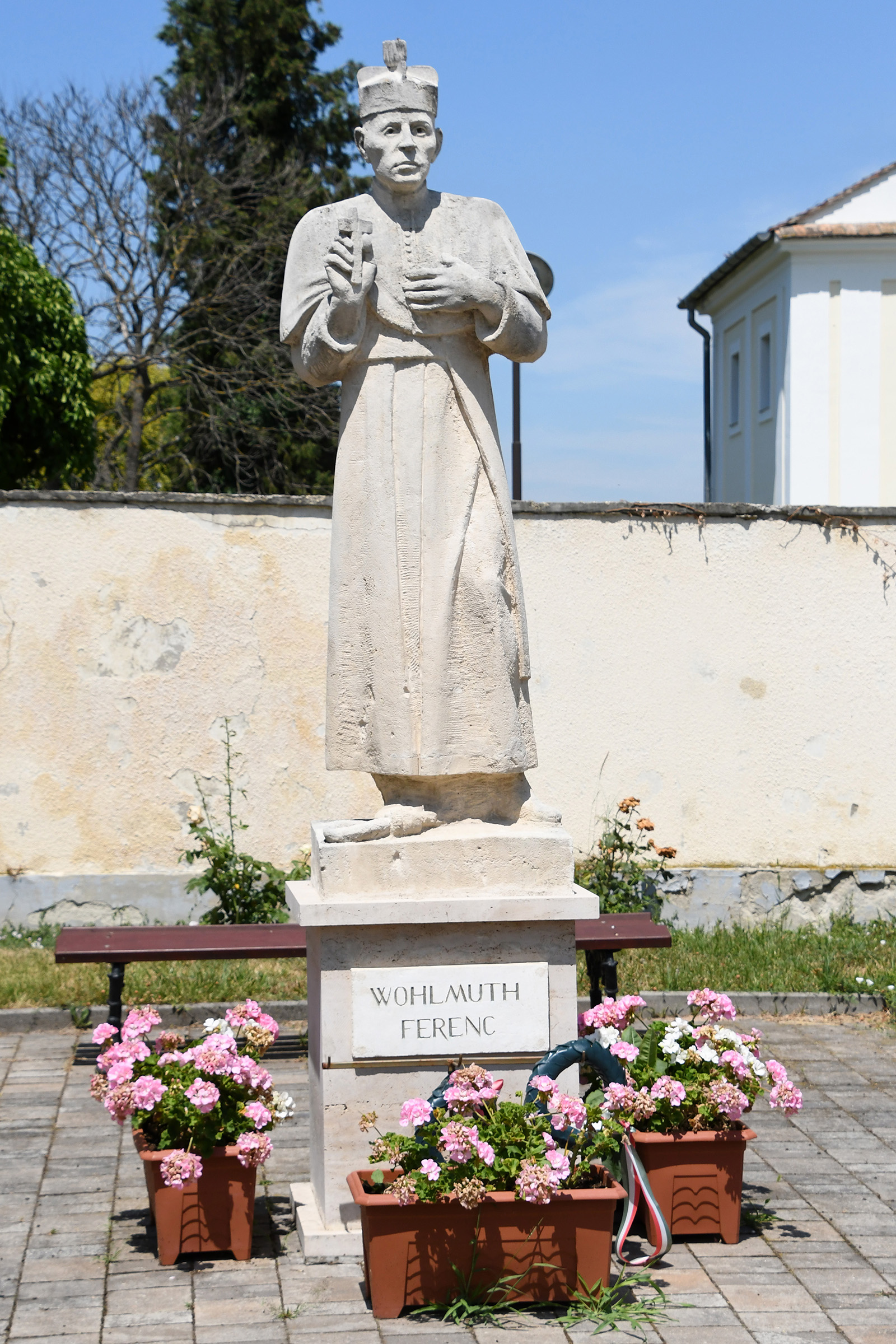
Standbild von Wohlmuth in der ungarischen Gemeinde Császár

Franz Wohlmuth (* 17. Juli 1855 in Neckenmarkt; † 5. Juni 1919 in Császár, Ungarn) war ein aus dem heutigen Burgenland stammender Priester, der in der Zeit der Ungarischen Räterepublik hingerichtet wurde.

## Leben
Franz Wohlmuth wurde 1855 in Neckenmarkt im damaligen Deutsch-Westungarn (heute Burgenland) geboren. 1881 empfing er in Raab (Győr) die Priesterweihe. Wohlmuth wirkte als Kaplan in Rust, Neusiedl am See und Deutschkreutz. Von 1889 bis 1892 war er Spiritual im Knabenseminar in Győr und unterrichtete als Religionsprofessor an der Mädchenschule. Von 1894 bis 1919 war er Pfarrer von Császár im Komitat Komárom westlich von Budapest.
Wohlmuth war für seinen seelsorglichen Eifer und seine Freigebigkeit bekannt. Mit seinen Einkünften aus einer Esterházy-Kirchenstiftung gründete er einen Wohltätigkeitsfonds zur Unterstützung der Armen seiner Pfarre.
Die Ausrufung der Räterepublik am 21. März 1919 prägte auch das Dorfleben von Császár. Am 3. Juni 1919 sperrten die Bauern des Ortes den Arbeiterrat im Rathaus ein, der dort eine Sitzung abhielt. Als Wohlmuth davon hörte, besuchte er die Eingesperrten und ordnete ihre Freilassung an. Der kommunistische Rat inszenierte seine Verhaftung und verlangte sein Todesurteil oder einen hohen Preis für die Freilassung. Obwohl calvinistische Bauern des Ortes zwölf Ochsen für die Freilassung Wohlmuths anboten, wurde der Pfarrer dennoch zum Tod verurteilt. Wohlmuth liegt am Ortsfriedhof von Császár begraben.
Der 2012 gegründete Verein Freundeskreis Pfarrer Franz Wohlmuth bemüht sich um die Seligsprechung des ermordeten Priesters. Auch die Ungarische Bischofskonferenz unterstützt das Anliegen.